# Ujong Sikuneng
Ujong Sikuneng is een bestuurslaag in het regentschap Nagan Raya van de provincie Atjeh, Indonesië. Ujong Sikuneng telt 495 inwoners (volkstelling 2010).